# 신조촌 (아오모리현)
신조촌(新城村)은 아오모리현 히가시쓰가루군에 놓여졌던 촌이다.

## 연혁
- 1889년 4월 1일 - 정촌제 시행에 의해 히가시쓰가루군 신죠촌, 이시노에촌, 도몬촌, 쓰루가사카촌, 오카마치촌과 합병해, 신죠촌이 성립하였다.
- 1955년 3월 1일 - 아오모리시에 편입되어 소멸하였다.

## 교통

### 철도
- 일본국유철도
  - 오우 본선:쓰가루신조역,쓰루가사카역